# Маркојано (Фиренца)
Маркојано је насеље у Италији у округу Фиренца, региону Тоскана.
Према процени из 2011. у насељу је живело 46 становника. Насеље се налази на надморској висини од 557 м.